# Valentine (Haute-Garonne)
Valentine (okzitanisch Valentina) ist eine französische Gemeinde mit 875 Einwohnern (Stand: 1. Januar 2022) im Département Haute-Garonne in der Region Okzitanien; sie ist Teil des Arrondissements Saint-Gaudens und des Kantons Saint-Gaudens. Die Einwohner werden Valentinois genannt.

## Geografie
Valentine liegt in der historischen Provinz Comminges am Fuß der Pyrenäen und am Ufer der Garonne, etwa 89 Kilometer südwestlich von Toulouse. Umgeben wird Valentine von den Nachbargemeinden Saint-Gaudens im Norden und Osten, Aspret-Sarrat im Süden und Südosten, Labarthe-Rivière im Westen und Südwesten sowie Villeneuve-de-Rivière im Westen.

## Geschichte
Die Bastide Valentine wurde 1287 für den Seneschall Eustache de Beaumarchais gegründet.
| Jahr      | 1962  | 1968  | 1975  | 1982  | 1990 | 1999 | 2006 | 2013 |
| --------- | ----- | ----- | ----- | ----- | ---- | ---- | ---- | ---- |
| Einwohner | 1.055 | 1.155 | 1.038 | 1.002 | 907  | 894  | 821  | 898  |

## Sehenswürdigkeiten

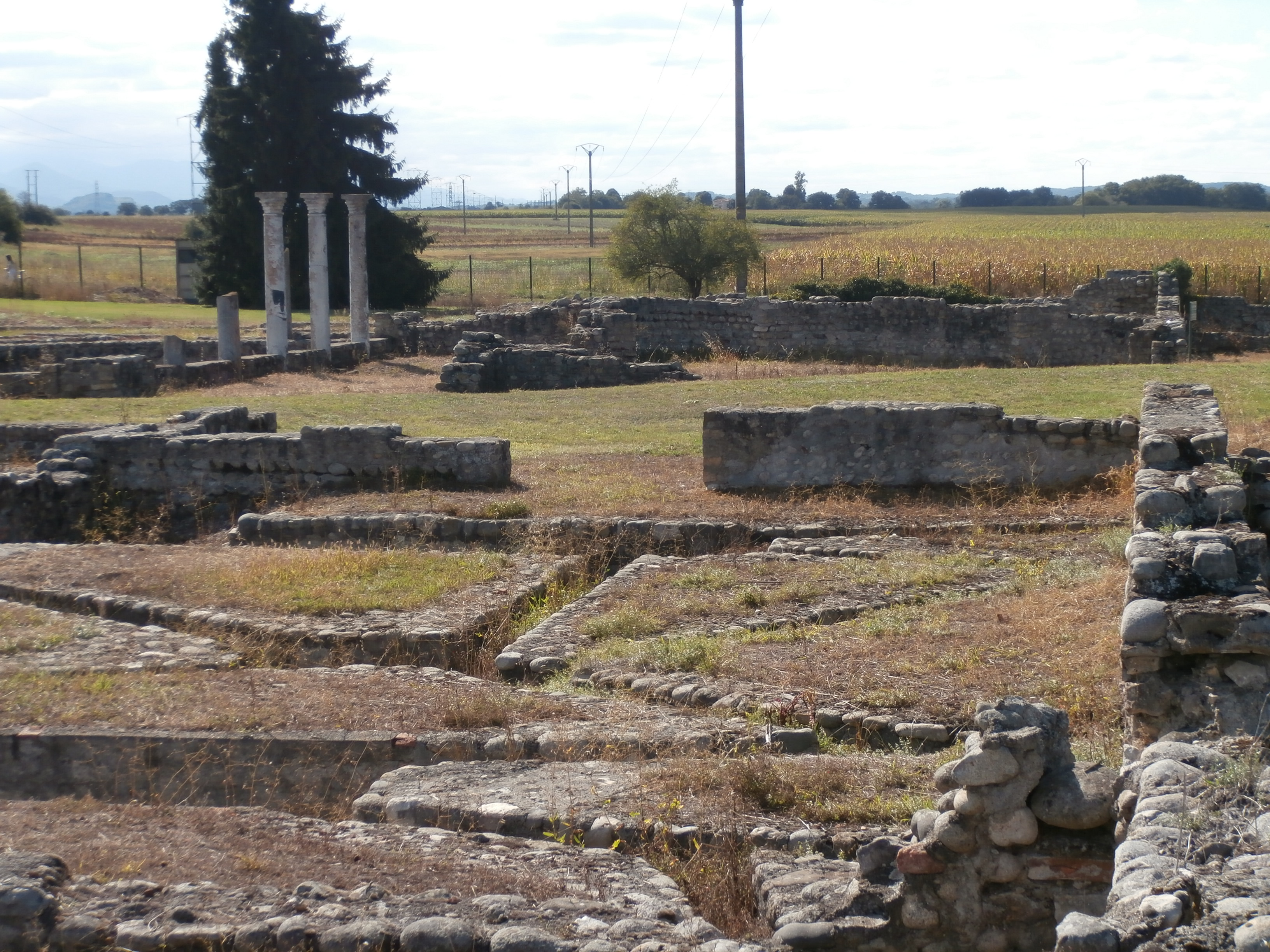
Gallorömische Villa bei Nymfius

Siehe auch: Liste der Monuments historiques in Valentine (Haute-Garonne)
- Reste einer gallorömischen Siedlung mit einer Villa bei Nymfius aus dem 4. Jahrhundert
- Kirche

## Persönlichkeiten
- Michel Samper (* 1943), Leichtathlet (400 und 800 Meter)